# Mummolin
Mummolin est un noble franc, maire du palais de Neustrie[réf. nécessaire] en 566. Comte à Soissons[réf. nécessaire], il est le père de Bodogisel et Babon, ambassadeurs francs à Constantinople. Certains historiens et généalogistes ont soutenu dans leurs ouvrages,,, l'hypothèse qu'il serait : 
- le fils de Mundéric, ou son gendre, époux d'une sœur de Saint Gundulf[3],[5] ;
- le mari de Palatine d'Angoulême, née en 540[réf. nécessaire] ;
- par son fils Bodogisel le grand-père paternel d'Arnoul de Metz[6] et donc un ancêtre direct des Carolingiens[7].